# Coroa de Cristiano V
A coroa do rei Cristiano V da Dinamarca foi a coroa usada na coroação de todos os reis absolutistas da Dinamarca. Embora o reinado de tais monarcas tenha terminado em 1849, a coroa ainda é usada durante o castrum doloris de um rei dinamarquês, sendo usada pela última vez em 1972. Usado pelos reis dinamarqueses desde Cristiano V a Cristiano VIII.
.A coroa foi feita por Paul Kurtz em Copenhaguen, 1670-1671. É feita de ouro com esmalte e pedras lapidadas, pesando no total 2080 g. A jóia também contém 2 granadas e 2 safiras, das quais a maior data de Frederico I da Dinamarca . 
O rei Frederico III teve grande parte do enxoval de suas filhas comprado em Paris, que, já naquela época, era um centro da moda européia. Suas joias, contudo, foram encomendadas a Kurtz. Ele foi, portanto, considerado um joalheiro excepcional. Em 1670-1671 ele fez sua principal obra, a Coroa de Cristiano V. 
A forma fechada foi inspirada na coroa de Luís XIV da França, mas Kurtz substituiu as pontas em forma de lírio da coroa francesa por palmetas e adornou a coroa com uma fileira de diamantes entrelaçados com palmeta e acanto. Cria-se assim um jogo de luz, com o azul e vermelho nas safiras e granadas do anel da coroa e no monde azul e cruz no topo.
A coroa faz parte do Brasão Nacional da Dinamarca e do Brasão Real. Desde 1671, a coroa tem sido o símbolo de facto do poder do Estado. Está incluído em formas estilizadas e variadas na maioria das instituições estatais, incluindo ministérios.
A coroa também figura nas moedas da Dinamarca. 